# Edgar Jesús Mejía Orozco
Edgar Jesús Mejía Orozco (Barranquilla, 13 de enero de 1976) es un eclesiástico, teólogo y profesor católico colombiano, obispo auxiliar de Barranquilla desde 2024.

## Biografía
Nació el 13 de enero de 1976, en la ciudad colombiana de Barranquilla.
Ingresó en el Seminario Regional de la Costa Atlántica de Barranquilla, donde realizó los estudios eclesiásticos.
En 2014, tras realizar estudios en la Pontificia Universidad Gregoriana, obtuvo la licenciatura en Teología dogmática. Al año siguiente, en 2015, consiguió una licenciatura en Filosofía y Ciencias religiosas.

### Sacerdocio
Su ordenación sacerdotal fue el 17 de noviembre de 2007, a manos del arzobispo Rubén Salazar Gómez; incardinándose en la arquidiócesis de Barranquilla.
Como sacerdote desempeñó los siguientes ministerios:
- Formador (2008-2010; 2015-2017), y profesor (2015-2024) en el Seminario Regional de la Costa Atlántica de Barranquilla.
- Párroco de San Carlos Borromeo (2010-2012).[1]
- Párroco de Santo Tomás de Villanueva (2017-2022).[4]
- Párroco de Santa Laura Montoya,[5] vicario general y moderador de la curia (2022-2024).
- Delegado diocesano de Pastoral bíblica y Pastoral vocacional.[2]

### Episcopado
El 15 de mayo de 2024, el papa Francisco lo nombró obispo titular de Zattara y obispo auxiliar de Barranquilla. De esta manera, se convirtió en el sexto obispo auxiliar en la historia de la arquidiócesis. Fue consagrado el 27 de julio del mismo año, en la Catedral de Barranquilla, a manos del arzobispo Pablo Salas.